# Christopher Cheboiboch
Christopher Cheboiboch (3 maart 1977) is een Keniaanse langeafstandsloper, die is gespecialiseerd in de marathon.

## Loppbaan
Op 26 april 1998 won Cheboiboch de halve marathon van Merano in 1:02.22. In 2001 won hij ook de marathon van Nashville in 2:13.28. Zijn persoonlijk record van 2:08.17 liep hij op de New York City Marathon 2002. Hiermee finishte hij als tweede met slechts tien seconden achterstand op de winnaar Rodgers Rop. Eerder dat jaar was hij ook al tweede geworden in de Boston Marathon. Een jaar later werd hij in Boston vijfde. In 2004 won hij de marathon van Leipzig en in 2005 de Rock'n Roll marathon in San Diego.
In Nederland is Cheboiboch geen onbekende. Zo won hij in 2000 de Dam tot Damloop, die toen bestond uit een halve marathon en in 2004 de City-Pier-City Loop. Een jaar later werd hij vijfde op de marathon van Rotterdam in 2:10.14.

## Persoonlijke records
| Onderdeel       | Prestatie | Datum             | Plaats              |
| --------------- | --------- | ----------------- | ------------------- |
| 20 km           | 58.53     | 10 maart 2002     | Alphen aan den Rijn |
| halve marathon  | 1:00.49   | 17 september 2000 | Amsterdam           |
| 25 km           | 1:15.17   | 9 april 2006      | Rotterdam           |
| 30 km           | 1:30.02   | 9 april 2006      | Rotterdam           |
| marathon        | 2:08.17   | 3 november 2002   | New York            |
| 10 Engelse mijl | 46.15     | 23 september 2001 | Zaandam             |

## Palmares

### 10.000 m
- 2003:  North Rift Valley Championships in Iten - 29.02,5

### 10 km
- 1998:  Gran Premio dei Re in Faro - 29.53

### 10 Eng. mijl
- 1998: 5e South Trust Running Festival - 47.59
- 2001: 4e Dam tot Damloop - 46.15
- 2002: 5e Crim Road Race - 47.34

### 20 km
- 2002:  20 van Alphen - 58.54

### halve marathon
- 1997:  halve marathon van Prato - 1:01.43
- 1998:  halve marathon van Prato - 1:01.53
- 1998:  halve marathon van Merano - 1:02.22
- 1998:  halve marathon van Alessandria - 1:03.10
- 1998: 5e halve marathon van Philadelphia - 1:03.50
- 1999:  halve marathon van Eldoret - 1:02.15
- 1999:  halve marathon van Fairfield - 1:04.32
- 1999:  Dam tot Damloop - 1:01.11
- 2000: 4e halve marathon van Coamo - 1:06.32
- 2000:  Dam tot Damloop - 1:00.49
- 2001:  halve marathon van Coamo - 1:04.21
- 2001: 5e halve marathon van Lissabon - 1:00.45
- 2001: 8e WK in Bristol - 1:01.14
- 2002: 4e halve marathon van Egmond - 1:02.48
- 2002: 6e City-Pier-City Loop - 1:01.35
- 2003: 5e halve marathon van Lissabon - 1:00.33
- 2003: 4e halve marathon van Lissabon - 1:03.30
- 2004:  City-Pier-City Loop - 1:02.41
- 2004:  halve marathon van Berlijn - 1:01.23
- 2004: 5e halve marathon van Virginia Beach - 1:03.32
- 2005: 4e City-Pier-City Loop - 1:01.51
- 2005: 4e halve marathon van Philadelphia - 1:02.45

### marathon
- 1998:  marathon van San Diego - 2:10.53
- 1999:  marathon van Los Angeles - 2:13.49
- 1999: 6e marathon van Amsterdam - 2:11.06
- 2000: 5e marathon van Los Angeles - 2:20.41
- 2000: 5e marathon van San Diego - 2:15.35
- 2000: 5e marathon van Venetië - 2:10.50
- 2001:  marathon van Nashville - 2:13.28
- 2002:  Boston Marathon - 2:09.05
- 2002:  New York City Marathon - 2:08.17
- 2003: 5e Boston Marathon - 2:12.45
- 2003:  New York City Marathon - 2:11.23
- 2004:  marathon van Leipzig - 2:10.16
- 2004: 6e New York City Marathon - 2:12.34
- 2005: 5e marathon van Rotterdam - 2:10.13,1
- 2005:  Rock'N'Roll marathon in San Diego - 2:09.17
- 2005: 15e New York City Marathon - 2:15.34
- 2006: 4e marathon van Mumbai - 2:13.58
- 2006: 7e marathon van Rotterdam - 2:09.41
- 2006: 7e marathon van San Diego - 2:14.10
- 2006: 5e marathon van Nairobi - 2:14.58
- 2007:  marathon van San Diego - 2:10.58
- 2007: 6e Chicago Marathon - 2:17.17
- 2007:  marathon van Las Vegas - 2:16.49
- 2008: 7e Boston Marathon - 2:14.47
- 2008: 12e Chicago Marathon - 2:23.22
- 2009: 7e marathon van Enschede - 2:16.34
- 2009: 19e marathon van Frankfurt - 2:13.48
- 2010: 7e marathon van Warschau - 2:19.46